# Звенигородка
Звенигоро́дка — місто в Україні, районний центр Звенигородського району Черкаської області.

## Географія
Розташоване на річці Гнилий Тікич за 114 км від обласного центру — міста Черкаси та 12 км від залізничної станції Звенигородка.

## Історія
У межах сучасного міста виявлено кам'яні знаряддя праці доби бронзи, предмети скіфських часів та поселення черняхівської культури.
За легендою середини XIX століття, давній замок був розташований за 3 км від сучасного міста поблизу конусоподібної гори. На одній з його веж нібито висів дзвін, яким населення повідомляли про напад ворогів. Згідно з легендою, назва міста походить від назви гори (Звенигора — Звенигород).
Початковою назвою було Звинигород. Перша згадка про Звинигород припадає на 1394 рік.
Каленик Мишкович був намісником Свидригайла в Звинигороді.
1484 року Менґлі I Ґерай спустошив київські землі і також околиці Звинигорода, але замок вистояв. В цей час занепали й торгові шляхи.
1498 року король Олександр Ягеллончик призначив князя Констянтина Острозького намісником (старостою) в Звенигороді, Вінниці та Браславлі. Через те, що князь К. Острозький потрапив на сім років до московського полону, намісником на той час був призначений князь Михайло Васильович Збаразький. Після повернення з Московщини князь Острозький знову став старостою в Звенигороді (після нього син Ілля).
В цей час посилилися татарські напади, старі торгові шляхи між містами було перетворено на Чорний шлях. Звенигород стояв на самому Чорному шляху.
1541 року татари вщент знищили Звенигород, у люстрації 1545 року Звенигородський замок не було згадано. Замок відбудували на іншому місці — там, де стоїть сучасне місто. Намісником на замку проти татарських нападів був князь Федір Санґушко.
З 1569 року Звенигородщина відійшла до щойно створеного Брацлавського воєводства. Першим тутешнім старостою — вочевидь, номінальним (оскільки сталого населення не було), став князь Корецький, після нього з 1579 Єжи (Юрій) Струсь. У той час татари знищили Звенигородський замок і Звенигородка стояла пусткою. В 1616 ці землі руський воєвода Іван Данилович приєднав до свого Корсунського староства. В 1633 році король Владислав IV Ваза віддав Звенигородку подільському воєводі Марціну Казановському.
Після захоплення Люблінської Унії 1569 змінилася податковка кон'юнктура: сплачували численні податки: чопове, подимне, шкіряне, що спричиняло заворушення. Під час Визвольної війни українського народу 1648—1657 під проводом Богдана Хмельницького жителі міста повстали і відновили Українську Державність.
У 1654 тут помітили холопа московського володаря Олексія Романова Федора Борятинського, який приїжджав поцікавитися чи присягне Московії брацлавський полк. У ґороді Звенигородка присягу склала меншість населення: 1 сотник, 1 сотенний отаман, 2 сотенних осавула, 513 козаків, 48 міщан. Після зради московського володаря угоди з Хмельницьким, Звенигородка присягала Речі Посполитій, Османській імперії та Швеції.
У 1648–1667 роках Звенигородка входила до складу Корсунського полку Української держави.
В 1711 р. Звенигородку була визволена армією Гетьмана Пилипа Орлика, під час його походу на Правобережжя проти російської влади.
Після придушення Коліївщини Звенигородка неодноразово переходила від одного власника до іншого. 1792 року король Станіслав-Август Понятовський затвердив Звенигородці герб і надав статус міста за магдебурзьким правом.
1793 правобережні землі України окуповано і приєднано до лівобережних у складі Імперії Романових. З 1795 року Звенигородка ввійшла до складу Вознесенського намісництва, з січня 1798 року стала повітовим містом Київської губернії.

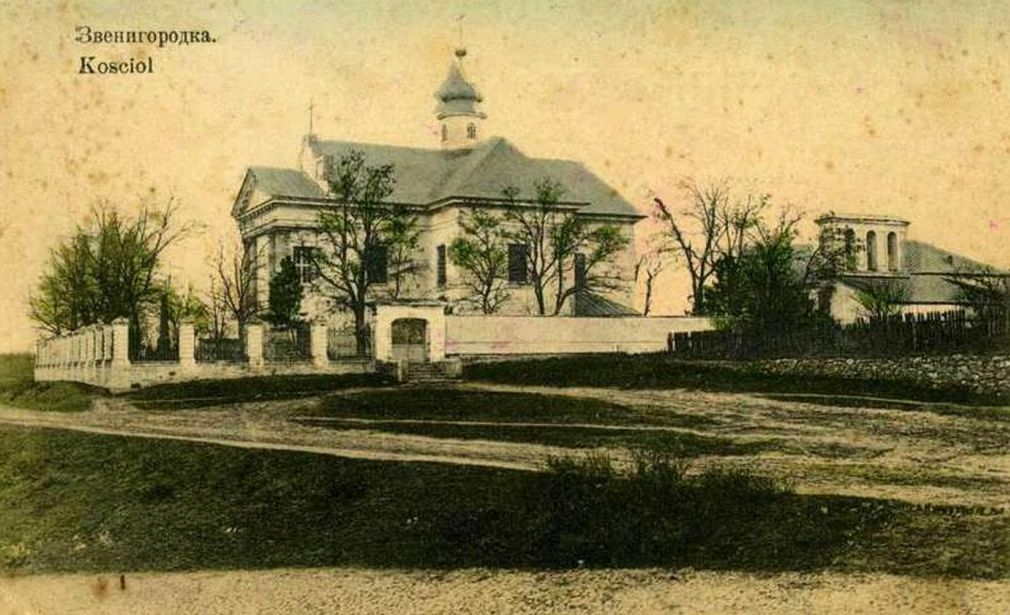
Католицький костел, 1800 рік

В 1803 році генерал-майор Голенищев-Кутузов в Звенигородці сформував Білоруський гусарський полк. В 1806 році в полку служив російський поет Денис Давидов.
1808 рік. Перепис євреїв Звенигородського повіту орендарів закладів з продажу акцизних напоїв.
Водночас із цим на Звенигородщині заявила про себе ще одна сила — Вільне козацтво. Звенигородський кіш Вільного козацтва тривалий час тримав владу на теренах повіту у своїх руках.
З ліквідацією волостей у 1923 році Звенигородка стала центром однойменного району, з 1927 року її віднесено до категорії селищ міського типу.
1938 року Звенигородку було віднесено до категорії міст районного підпорядкування.
18 червня 1942 року нацистська влада в Звенигородці провела «єврейську акцію» — розстріляно 1375 євреїв.

## Населення
Населення міста — 17,7 тисяч осіб станом на 2023 рік.

### Національний склад
Розподіл населення за національністю за даними перепису 2001 року:
| Національність  | Відсоток |
| --------------- | -------- |
| українці        | 95,24 %  |
| росіяни         | 3,28 %   |
| роми            | 0,49 %   |
| білоруси        | 0,19 %   |
| вірмени         | 0,16 %   |
| молдовани       | 0,14 %   |
| євреї           | 0,14 %   |
| інші/не вказали | 1,48 %   |

### Мовний склад
Рідна мова населення за даними перепису 2001 року:
| Мова            | Чисельність, осіб | Доля    |
| --------------- | ----------------- | ------- |
| Українська      | 19 118            | 96,36 % |
| Російська       | 593               | 2,99 %  |
| Ромська         | 42                | 0,21 %  |
| Вірменська      | 27                | 0,14 %  |
| Румунська       | 25                | 0,13 %  |
| Білоруська      | 20                | 0,10 %  |
| Інші/Не вказали | 16                | 0,07 %  |
| Разом           | 19 841            | 100 %   |

## Транспорт

Автостанція

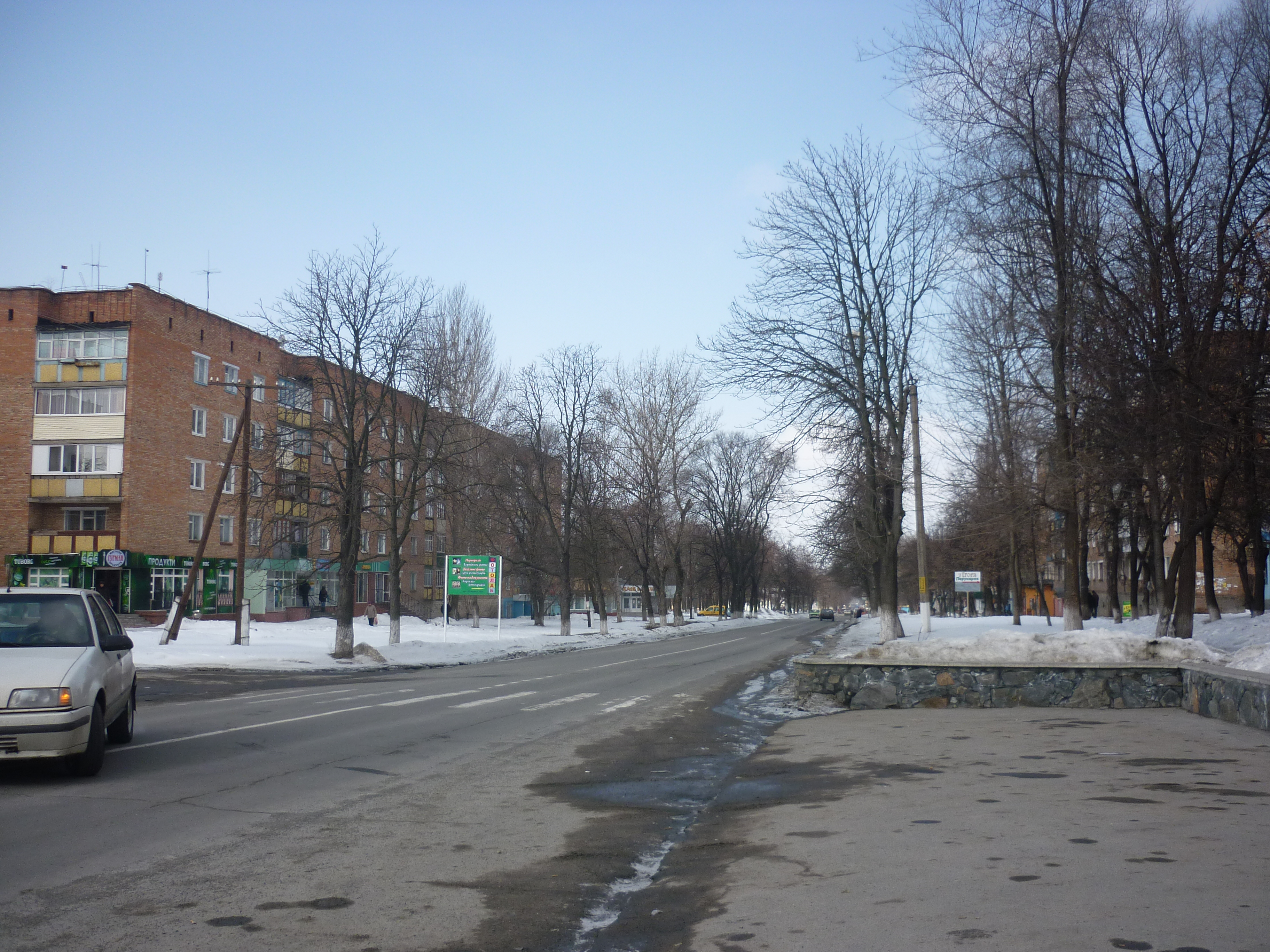
Вулиця Тараса Шевченка

Через місто проходить автошлях Н16, побудований у 1961 році під керівництвом інженера-автошляховика Степана Кожум'яки.

## Економіка
Економічний ландшафт міста досить різноманітний але в цілому орієнтовний на агрогалузь, переробку сільськогосподарської продукції та торгівлю.
Серед місцевого бізнесу можна виділити декілька основних підприємств, які задекларували значні доходи:
- ПРАТ «ЗСК»[13], дохід підприємства за 2022 р.: 1 228 396 000 грн
- ТОВ «СКМ-1», дохід підприємства за 2022 р.: 307 838 100 грн
- ТОВ «СБМ-3», дохід підприємства за 2022 р.: 138 775 500 грн
- ТОВ «ТРИДААГРО», дохід підприємства за 2022 р.: 58 877 900 грн
- ТОВ «САДАГРО», дохід підприємства за 2022 р.: 38 072 100 грн

## Музеї
- Музей-садиба Агатангела Юхимовича Кримського.
- Звенигородський краєзнавчий музей.

## Природоохоронні об'єкти
- Парк «Перемога»
- Парк ім. Шевченка
- Дитячий парк м. Звенигородка
- Гудзівський заказник
- Звенигородські конгломерати
- Дуби Правди
- Вікове дерево в'яза

## Пам'ятки

### Пам'ятний знак воїнам Армії УНР

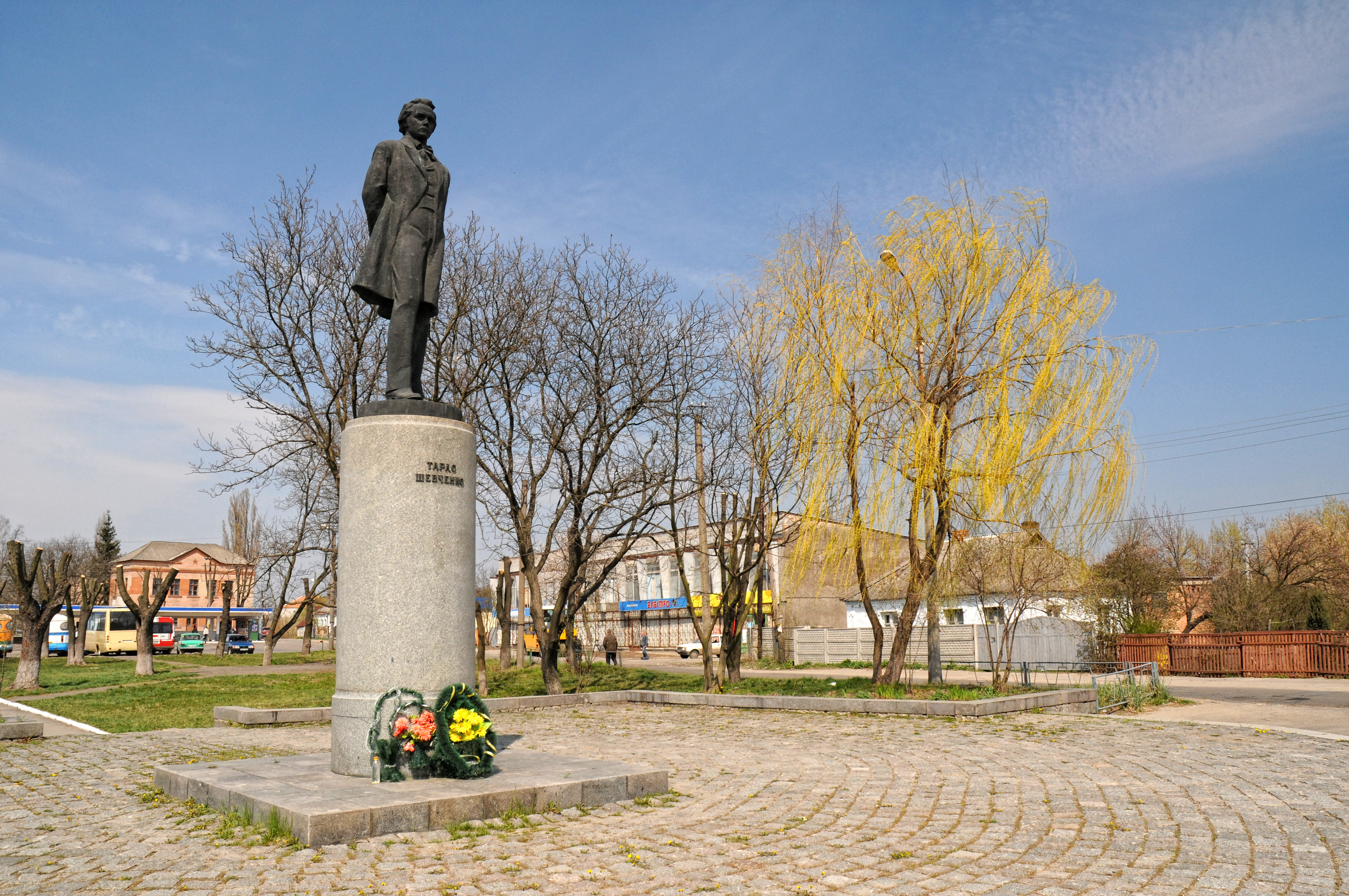
Пам'ятник молодому Тарасу Шевченку

25 червня 2011 року за сприяння благодійної ініціативи «Героїка» у місті було урочисто освячено і відкрито Пам'ятний знак воїнам Армії УНР. Відкрив урочистий захід пан Станіслав Лячинський, науковий співробітник місцевого краєзнавчого музею, який розповів про козацькі традиції Звенигородщини. Після виступу пана Лячинського розпочалася панахида за воїнами Армії УНР, яку відправив панотець Василь Карп'юк (УАПЦ).

### СпадокАгатангела Кримського

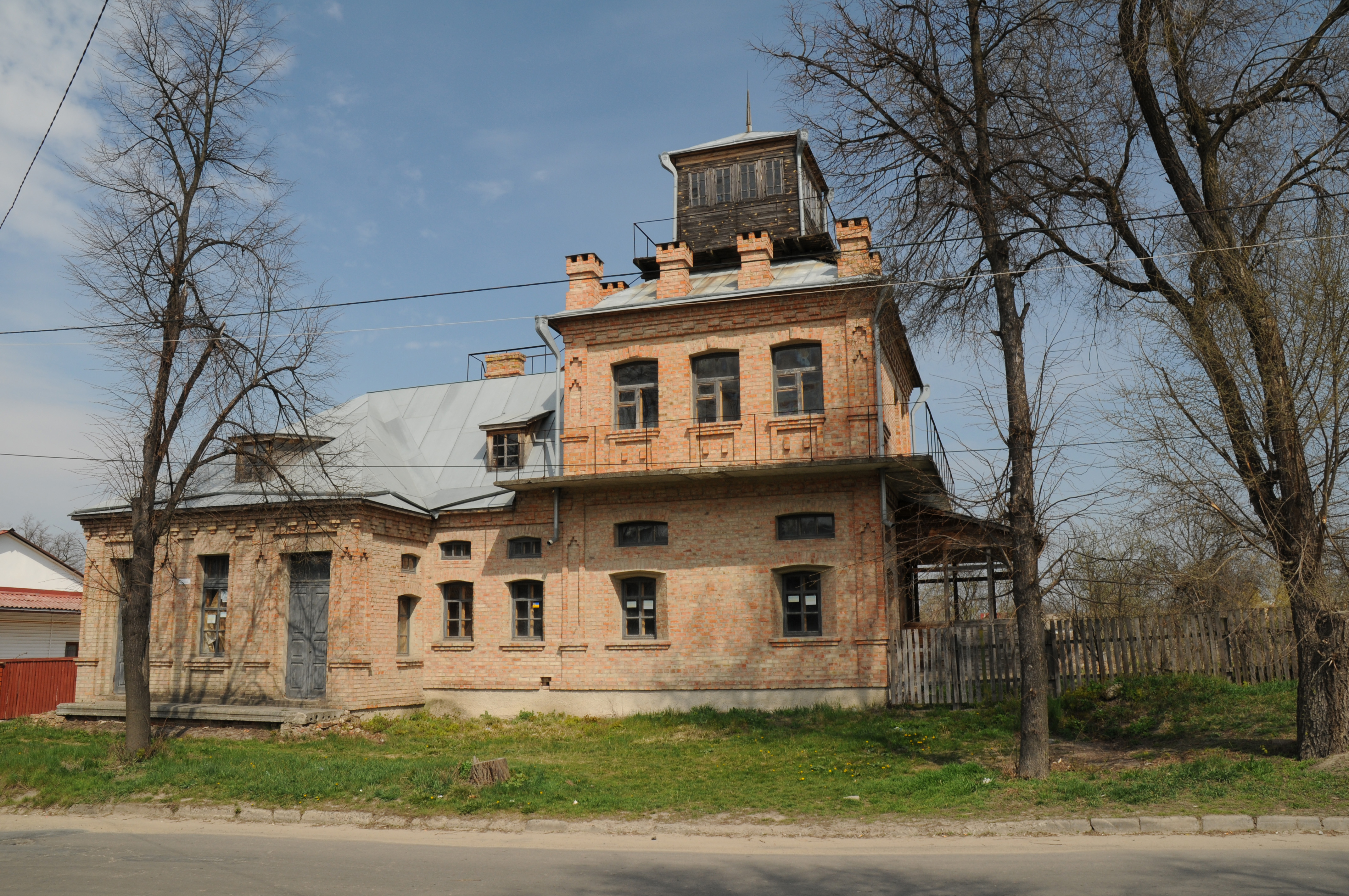
Сучасна будівля у м. Звенигородка, зведена впродовж 1996—1999 рр. на місці втраченої садиби родини Кримських. Відтворена за архівними фотографіями будинку Кримських у вигляді, наближеному до оригінального.

У дитячі роки Агатангел переїхав з батьками до Звенигородки. Ще в трирічному віці навчився читати, а через два роки батько віддав його до місцевого училища, де хлопець провчився п'ять років (1876—1881). 

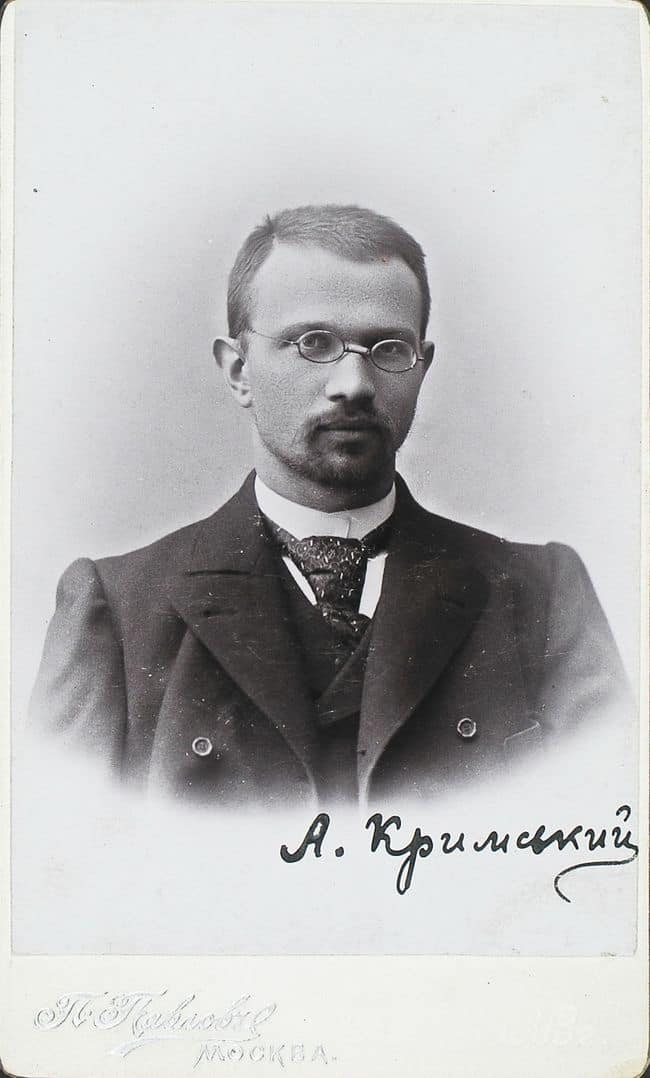
Агатангел Кримський

Впродовж 1996—1999 рр. на місці втраченої садиби родини Кримських відбудували за архівними фотографіями будинку Кримських у вигляді, наближеному до оригінального.
У 2005 році у місті відреставували Меморіальний будинок-музей Агатангела Кримського, що розташований вулиці названій на його честь (адреса: вул. А. Кримського, 35).
У 2020 році члени Звенигородської районної громадської організації «Пам'ять» облаштували місце поховання і встановили хрест на могилі його батька Юхима Кримського, матері Аделаїди, брата Юхима та сестри Марії.

## Відомі люди

### Відвідували
- Звенигородку неодноразово відвідував і жив там філолог, сходознавець, історик, академік, перший секретар Академії Наук України Кримський Агатангел Юхимович. Протягом 40 років він збирав матеріали для підготовленої до друку праці «Звенигородщина: Шевченкова батьківщина з погляду етнографічного та діалектичного».
- На початку 20-х років 19 століття на службу в гусарський полк у Звенигородці за сатиричні вірші переведено поета-партизана Франко-російської війни 1812 року Дениса Давидова.
- У місті часто бував російський байкар Іван Крилов, що з 1797 по 1801 проживав у селі Козацькому Звенигородського повіту. Тут він написав трагедію «Тріумф» та комедію «Пиріг».[18]
- Проїздом, повертаючись з Кам'янки на службу до міста Кишинева, зупинявся О. С. Пушкін.
- Місто багато разів відвідував Т. Г. Шевченко.
- 1978 року звенигородський лікар Адольф Черненко успішно зробив операцію на очах видатному автошляховику, борцю за мовні й культурні права українського народу Степану Кожум'яці.
- князь Федір Іванович Святополк-Четвертинський — намісник брацлавський (у 1492 році)[19]

### Уродженці
- Алабовський Олександр Миколайович (1925, Звенигородка — 1997, Київ) — доктор технічних наук (1977), професор (1978).
- Натан Агмон (1896—1980) — ізраїльський письменник, драматург, перекладач, редактор і літературний критик.
- Білозерський Назарій Валерійович — перекладач, адаптер японської анімації на українську мову, член Аніме-клубу «Міцурукі»
- Васіщев Павло Миколайович (1922—2003) — підпільник ОУН, повстанець сотні Гонти, політв'язень, один із засновників осередку Народного Руху України, голова осередку Всеукраїнського Товариства політв'язнів і репресованих[20].
- Гнеповська Неоніла Федорівна (1925—2013) — українська радянська акторка театру та кіно.
- Ельцин Борис Михайлович (1875—1937) — російський революціонер.
- Жура Костянтин Васильович (1964) — журналіст, відомий телеведучий.
- Забочень Михайло Степанович (1925—2002) — український колекціонер (філокартист).
- Заславський Михайло Самійлович (1925—1976) — український балетмейстер, Заслужений діяч мистецтв УРСР (1975).
- Заєць Віталій Миколайович (нар. 30 червня 1973) — український баяніст, мистецтвознавець.
- Зозуля Анатолій Михайлович (1969—2014) — військовик, ДУК, учасник російсько-української війни[21]. В жовтні 2015 року у Звенигородці відкрито меморіальну дошку його честі.
- Кармазін Юрій Анатолійович (нар. 1957) — український політик.
- Корсунська Берта Львівна (1913—1979) — український літературознавець
- Криницький Іван, український зоолог-фауніст, професор Харківського університету.
- Кумановська Тетяна Миколаївна (нар. 13 листопада 1958) — співачка, народна артистка України.
- Кушаковський Макс Соломонович — видатний лікар-кардіолог (1922—2002)
- Лютий Василь Іванович (нар. 1973) — український бандурист, мультиінструменталіст, композитор, автор пісні Меч Арея (пісня), громадський діяч, політреферент УНА-УНСО (1999—2004).
- Магазинер Яків Самійлович (1883—1941) — український скрипаль, педагог, заслужений діяч мистецтв УРСР (1938), від 1922 року — професор Київської консерваторії.
- Маняченко Анатолій Олексійович, народний артист УРСР
- Погорілий Віктор Сергійович (1980—2014) — підполковник (посмертно) Збройних сил України, учасник російсько-української війни[22].
- Польський Ілля Самійлович — український композитор, кандидат мистецтвознавства, професор.
- Сіваков Михайло Анатолійович (1995—2022) — старший солдат Збройних сил України, учасник російсько-української війни.
- Стеблівський Євген Віталійович (* 1969) — український письменник, журналіст.
- Теліженко Микола Матвійович — Заслужений художник України.
- Теліженко Олександра Василівна — Заслужений художник України.
- Терещенко Володимир Григорович (1957—2015) — старший лейтенант Збройних сил України, учасник російсько-української війни[23].
- Трутенко Валентин Максимович — генерал-хорунжий армії УНР
- Фролов Максим Васильович (1984—2016) — сержант Збройних сил України, учасник російсько-української війни[24].
- Харченко Ігор Іванович (1967—2022) — старший лейтенант Збройних сил України, учасник російсько-української війни.
- Шуклін Володимир Юрійович (1971—2015) — солдат Збройних сил України, учасник російсько-української війни.
- Шкляр Віталій Сергійович (нар. 16 лютого 1943) — український архітектор-реставратор, заслужений архітектор України, член Національної спілки художників України, лауреат Державної премії України в галузі архітектури (1983).
- Шульга-Шульженко Михайло Іванович — український поет; репресований.
- Яніна (Подбітова) Анастасія Василівна — поетеса сучасності, волонтер.
- Яневський Андрій Сергійович (1986) — український дипломат.
- Нетесюк Михайло Миколайович (1973—2016) — солдат Збройних сил України. Загинув під час російсько-української війни.

#### Нетесюк Михайло Миколайович

зліва

Михайло Нетесюк народився у Звенигородці. Навчався спочатку у загальноосвітній школі № 2, а з 1985 по 1989 рік в Звенигородській школі-інтернаті. Проходив строкову службу в Збройних силах України. 29 квітня 2015 року мобілізований на захист незалежності та територіальної цілісності України, проходив підготовку у 184 навчальному центрі в місті Старичі Львівської області, ніс службу в зоні проведення антитерористичної операції на Сході України рядовим у 39-му окремому мотопіхотному батальйоні «Дніпро-2», в/ч польова пошта В1603 (Мирноград, Донецька область). Загинув 2 січня 2016 року в зоні проведення АТО. Похований у Звенигородці. 22 червня 2016 на фасаді Звенигородської загальноосвітньої школи-інтернату І-ІІ ступенів відкрито меморіальну дошку на честь випускника школи Михайла Нетесюка. Його портрет розміщений на меморіалі «Стіна пам'яті полеглих за Україну» у Києві: секція 8, ряд 5, місце 4

### Проживали
- Бойко Віктор Анатолійович (1974—2014) — старшина Збройних сил України, учасник російсько-української війни.
- Крашановський Іван Миколайович (1884—1939) — український художник, репресований.
- Кримський Юхим Степанович (1838—1915) — український літератор, педагог і видавець. Батько Агатангела Кримського. З 1871 року переїхав разом із родиною у місто Звенигородка.

В 1881 році відкрив першу в Звенигородці бібліотеку, у фонді якої нараховувалося понад 3000 томів. У 1882 році — друкарню.
- Кузьмін Роман Володимирович (1977—2016) — старший сержант Збройних сил України, учасник російсько-української війни.

### Звенигородські старости
- Ян Богуш — чоловік Терези з Стадницьких[30]
- Зиґмунт Денгофф — сокальський, богуславський староста[31]

.

## Галерея

Римо-католицька церква Преображення Господнього
Пам'ятник Тарасу Шевченку

### Ресурси інтернету
- Неофіційний сайт міста Звенигородка